# Stazione di Tolone
La stazione di Tolone  è la principale stazione ferroviaria a servizio di Tolone e della sua agglomerazione, situata nel dipartimento del Varo, regione Provenza-Alpi-Costa Azzurra.
È servita da TGV e dal TER.
La sua apertura all'esercizio avvenne nel 1859.